# Olivier Bobineau
Olivier Bobineau, né le 6 mars 1972 à La Roche-sur-Yon, est un sociologue, politologue, économiste, auteur, chef d'entreprise et scénariste de bandes dessinées français.

## Biographie
Originaire de Vendée, provenant d'un milieu ouvrier, après le bac en 1991 et une classe préparatoire à Angers l'année suivante, il entre à l'Institut d'études politiques de Bordeaux. Il se prépare à l'ENA à l'Institut d'études politiques de Paris puis l'agrégation de sciences économiques et sociales à l'École normale supérieure (Paris), rue d'Ulm. Il s'engage parallèlement associativement et politiquement (École du sens depuis 2008). 
Il enseigne les sciences humaines à l'Institut d'études politiques de Paris et à l'Essec et également à l'Institut catholique de Paris jusqu'en 2012. Il a fait partie de la Miviludes (Mission interministérielle de vigilance et de lutte contre les dérives sectaires). De janvier 2006 à janvier 2011, il est collaborateur scientifique du chef du bureau central des cultes au ministère de l'intérieur. Il est directeur de l'Institut du sens politique (Sens po) jusqu'en 2009.
Depuis 1995, il est membre du Groupe Sociétés, Religions, Laïcités. De 1998 à 2010, ses recherches portent, en premier lieu, sur le don et le pouvoir dans les phénomènes et espaces sociaux marginaux , (prostitution, communautés rurales, paroisses catholiques , concerts de musique metal , imamat de banlieues , satanisme , radicalisation identitaire). Ses travaux s'intéressent également à la gouvernance au sein d'institutions nationales et internationales. À cet égard, il anime et dirige la «formation des imams» à la laïcité jusqu'en 2012. Après 2009, à la suite de Marcel Mauss et d’Alain Caillé, Olivier Bobineau développe une théorie du don et de l'engagement dans les espaces sociaux (nouveaux mouvements sociaux, «tiers-lieux», «lieux autres»...) en distinguant quatre points cardinaux qui permettent de cartographier nos comportements dans différents dispositifs sociaux : entre liberté et obligation, intérêt pour autrui et intérêt pour soi d’autre part, les comportements des institutions comme des individus s'inscrivent dans des espaces délimités. À partir de ces études de groupes minoritaires et d'institutions, s'inspirant de l'approche de Marcel Gauchet, il propose une théorisation du lien social mettant en évidence les étapes de la construction identitaire des individus en régime de modernité ,tout en conservant une perspective généraliste, comparatiste et interdisciplinaire sur le plan épistémologique.
Il scénarise depuis 2013 des bandes-dessinées,.
À partir de 2014, il dirige un cabinet de sciences humaines appliquées à l'apaisement du lien social THE OLIVE BRANCH. 

## Publications

### Ouvrages principaux
- Dieu change en paroisse. Une comparaison franco-allemande. Rennes: PUR, 2005.
- Sociologie des religions, avec Sébastien Tank., Paris, Armand Colin, collection 128, 2007.
- Le satanisme. Quel danger pour la société?, sous la direction. Paris: Flammarion-Pygmalion, 2008.
- Une société en quête de sens politique, en collaboration avec Jean-François Petit, Guillaume de Thieulloy. Paris: DDB, 2009.
- Le religieux et le politique. Douze réponses de Marcel Gauchet, avec Marcel Gauchet. Paris: DDB, 2010.
- La coresponsabilité en Église: utopie ou réalisme?, avec Jean Guyon. Paris: DDB, 2010.
- Former des imams pour la République. L’exemple français. Préface d’Émile Poulat. Paris: CNRS Éditions, 2010.
- Dieu et César: séparer pour coopérer?, avec Jean-Yves Baziou et Jean-Luc Blaquart. Paris: DDB, 2010.
- Balayer la Paroisse? Une institution catholique qui traverse le temps, avec Alphonse Borras et Luca Bressan. Paris: DDB, 2010.
- Les formes élémentaires de l'engagement. Une anthropologie du sens. Paris: Temps Présent, 2010.
- Les musulmans, une menace pour la république?, coécrit avec Stéphane Lathion. Paris: DDB, 2012.
- L'empire des papes. Une sociologie du pouvoir dans l’Église. Paris: CNRS Editions, 2013.
- L'avenir en question: la fin des promesses? Religion et politique face à l'imprévisible, en collaboration avec Jean-Yves Baziou et Jean-Luc Blaquart. Paris: Armand Colin, 2013.
- Notre laïcité ou la religion dans l'espace public. Entretiens avec Emile Poulat, avec Bernadette Sauvaget. Paris: DDB, octobre 2014.
- L’empire des papes. Paris: CNRS Éditions, collection de poche Biblis, 2015.
- Le sacré incestueux, avec Constance Lalo & Joseph Merlet. Paris: DDB, 2017.
- La voie de la radicalisation. Comprendre pour mieux agir, avec Pierre N'Gahane. Paris: Armand Colin, 2019.
- Mission impossible. L’École méritocratique, Rennes, PUR, septembre 2024.
- Toute la culture générale en un seul livre, avec Marc Petel, Paris, ellipses, novembre 2024.

### Bandes-dessinées
- L'empire. Une histoire politique du christianisme. Livre premier: La Genèse, (avec pour dessinateur: Pascal Magnat), Paris, Les arènes, 2015.
- L'empire. Une histoire politique du christianisme. Livre deuxième: Sodome et Gomorrhe, (avec pour dessinateur: Pascal Magnat), Paris, Les arènes, 2019.
- L'empire. Une histoire politique du christianisme. Livre dernier: L'Apocalypse, (avec pour dessinateur: Pascal Magnat), Paris, Les arènes, août 2022.
- L'incroyable histoire de l'Église, (avec pour dessinateur: Pascal Magnat), Paris, Les arènes, août 2022.

## Prix et distinctions
- Lauréat français du Prix parlementaire franco-allemand pour l’ouvrage «Dieu change en paroisse: une comparaison franco-allemande», prix remis par le Président de l’Assemblée nationale et le Président du Bundestag à l’Hôtel de Lassay le 14 février 2007
- Concours national du «Jeune Historien de France» en 1989. Thème: «L'électrification des campagnes sous la IIIe et la IVe République en France

## Titres et formation universitaires
- Qualifié aux fonctions de Professeur des Universités (2012, section 19: sociologie et démographie)
- Habilitation à Diriger des Recherches (2011)
- Docteur de l'Institut d’Études Politiques de Paris en Sociologie, avec la mention très honorable avec les félicitations du jury
- Allocataire Moniteur Agrégé à l’Institut d’Études Politiques de Paris du 1er septembre 1998 au 31 août 2001, à l’Observatoire Sociologique du Changement (FNSP/CNRS), dont un an Allocataire Moniteur Normalien
- Agrégé en sciences économiques et sociales, préparation de l’agrégation à l’École Normale Supérieure de la rue d’Ulm (major de leçon, 1998)
- DEA de Sociologie de l’Institut d’Études Politiques de Paris
- Classes préparatoires à l’ENA à l’Institut d’Études Politiques de Paris (1994-1996)
- Diplômé de l’Institut de Cologne (1995)
- Diplômé de l’Institut d’Études Politiques de Bordeaux en juin 1994 (major du grand «O», mention Assez Bien). Mémoire portant sur «la politique gérontologique du département de la Mayenne»